# 比克西耶尔达亚克
比克西耶尔达亚克（法語：Buxières-d'Aillac，法語發音：[byksjɛʁ dajak]）是法国安德尔省的一个市镇，位于该省中部偏东南，属于沙托鲁区。

## 地理
比克西耶尔达亚克（46°38'18"N, 1°45'9"E）面积25.75 平方千米，位于法国中央-卢瓦尔河谷大区安德尔省，该省份为法国中部省份，北起卢瓦-谢尔省，西北接安德尔-卢瓦尔省，西南接维埃纳省，南至克勒兹省和上维埃纳省，东临谢尔省。
与比克西耶尔达亚克接壤的市镇（或旧市镇、城区）包括：阿尔通、布埃斯、古尔奈、热莱布瓦、利斯圣乔治、讷维圣塞皮尔克。

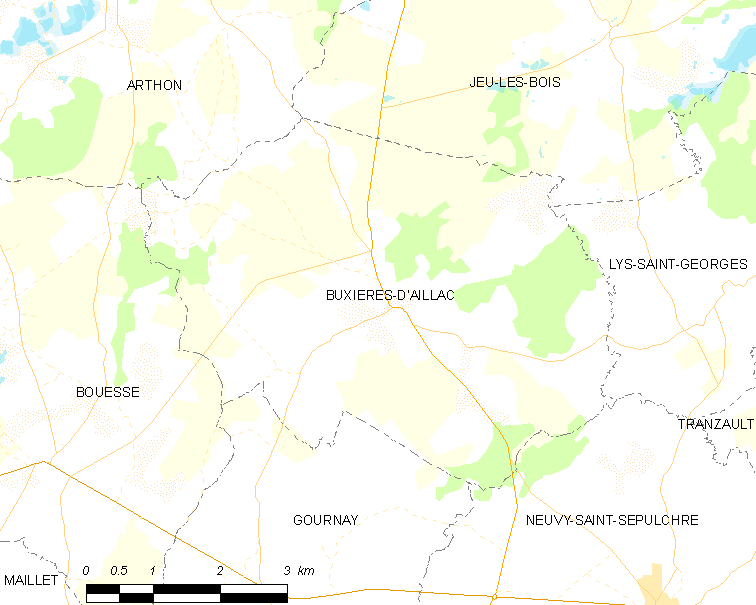
比克西耶尔达亚克的OSM定位图

比克西耶尔达亚克的时区为UTC+01:00、UTC+02:00（夏令时）。

## 行政
比克西耶尔达亚克的邮政编码为36230，INSEE市镇编码为36030。

## 政治
比克西耶尔达亚克所属的省级选区为讷维圣塞皮尔克县。

## 人口

1962-2008年间比克西耶尔达亚克人口变化图示

比克西耶尔达亚克于2022年1月1日时的人口数量为243人。